# Tomás Mejías
Tomás Mejías Osorio (Madrid, 30 gennaio 1989) è un calciatore spagnolo, portiere svincolato.

## Carriera
Calcisticamente cresciuto nelle giovanili del Real Madrid, il 10 maggio 2011 ha fatto il suo esordio in prima squadra in occasione della partita di campionato vinta per 4-0 contro il Getafe, subentrando ad Antonio Adán all'84º minuto di gioco.

## Palmarès

### Club
- Segunda División B: 1

Real Madrid Castilla: 2011-2012

### Nazionale
- Giochi del Mediterraneo: 1

 Pescara 2009